# Arthur William Patrick Buchanan
Pour les articles homonymes, voir Buchanan.
Arthur William Patrick Buchanan (4 novembre 1870, Montréal, Québec, Canada - 31 octobre 1939, Montréal, Québec, Canada), aussi appelé Pat Buchanan, ou encore Patrick Buchanan, généralement désigné par ses initiales A. W. P. Buchanan, est un avocat, juriste, homme d'affaires, militaire, historien, généalogiste et auteur anglo-québécois aux ascendances irlandaises et écossaises. Il a été bâtonnier du Québec.

## Origine et formation
Issu d'une famille de la haute bourgeoisie canadienne-anglaise, Arthur William Patrick Buchanan est le quatrième enfant d'Alexander Brock Buchanan, comptable et employé de la Banque de Montréal pendant 43 ans, et de Elizabeth Ann Buchanan, née Best, fille de Francis Best et d'Emily Atkinson,. Le grand-père paternel de Patrick Buchanan est Alexander Buchanan, avocat, juge et juge de paix né en 1798 à Gosport, en Angleterre, et mort en 1853 à Montréal, au Canada-Est,,. Patrick Buchanan a un frère jumeau du nom d'Albert Edward Clarence Buchanan, lui aussi né le 4 novembre. Trois autres enfants sont nés de l'union Buchanan-Best : George Reid, mort en bas âge, Alexander et Rupert Charles, tous des garçons,.
La famille Buchanan est une importante famille des Barreaux de Montréal et du Québec, avec la présence d'un Buchanan au sein de l'ordre professionnel pendant plus d'un siècle. Le journal La Patrie décrit en des termes hautement élogieux l'importance de la famille Buchanan pour le droit québécois : « Les Buchanan ont illustré à tour de rôle la toge, le droit; honoré, aussi, les traditions de vénérabilité qui font du Barreau une institution fidèle au meilleur des passés, et comme soustraite au mercantilisme envahisseur; défendu, pour tout dire, ce que l'humanité compte de plus respectable ».
Patrick Buchanan entame d'abord son éducation en suivant un cours classique auprès de la High School of Montreal, une école de langue anglaise dont Alexander Brock Buchanan, son père, a fait partie de la première cohorte d'étudiants lors de l'ouverture de l'institution d'enseignement en 1843,,,,. Il poursuit son parcours scolaire d'abord à l'université McGill, en septembre 1887, où il obtient un baccalauréat ès arts, avant de décider d'aller vers l'Université Laval à Montréal, où il obtient un baccalauréat universitaire en droit (LL.B.) le 29 avril 1893,,,,. Le 8 juillet 1894, il est officiellement admis en tant qu'avocat au Barreau du Québec,,,,.

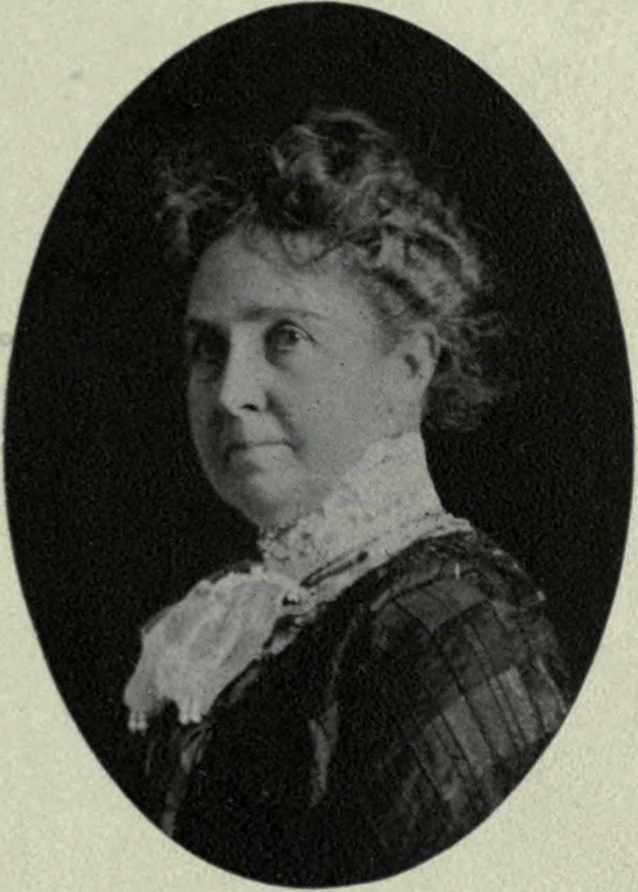
Elizabeth Ann Best Buchanan, mère d'A. W. P. Buchanan.
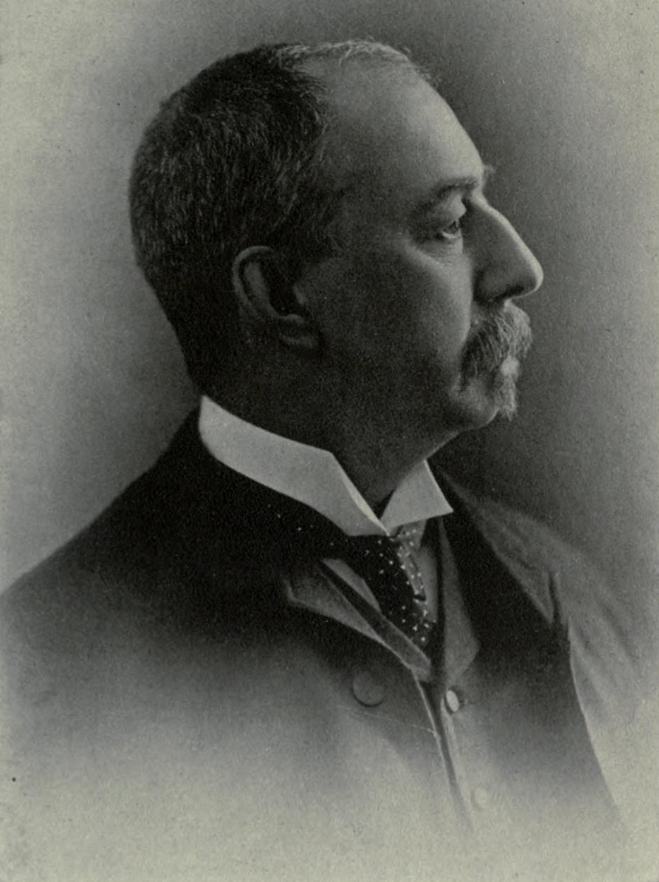
Alexander Brock Buchanan, père d'A. W. P. Buchanan.
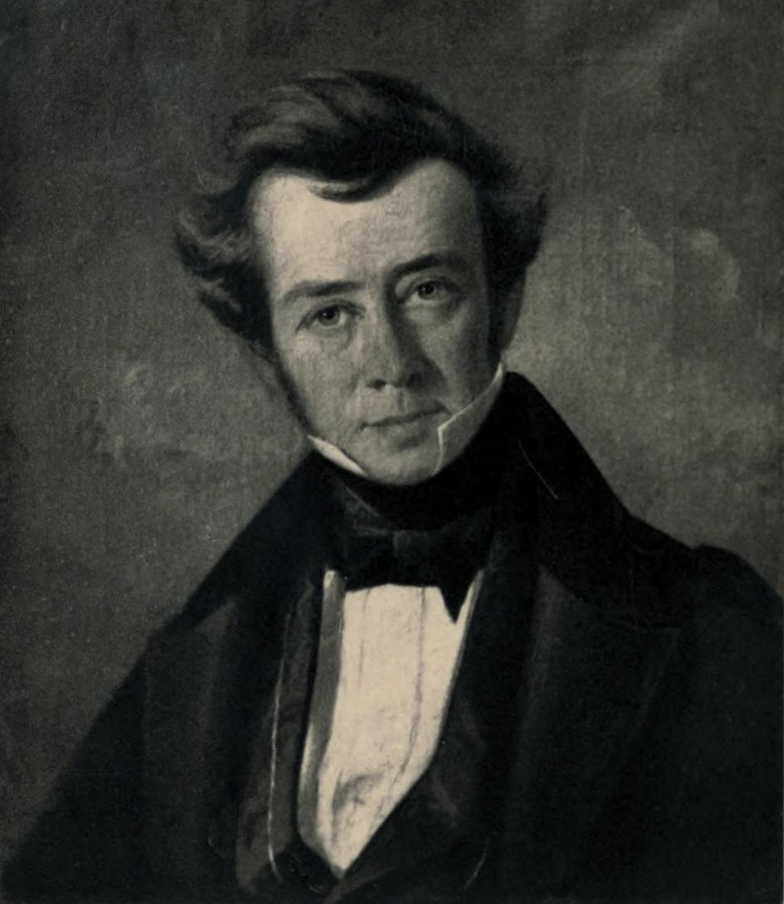
Alexander Buchanan, grand-père d'A. W. P. Buchanan.

## Carrière professionnelle
De 1894 à 1896, Patrick Buchanan fait son stage de clerc et est employé au sein de l'étude White, Duclos, O'Halloran & Buchanan. À la suite du départ de Charles-Albert Duclos en 1896, la société procède à une légère refonte et les trois avocats restant deviennent le cabinet White, O'Halloran & Buchanan. Après un autre départ au début des années 1900 à la suite d'une nomination politique, celui de George Finley O'Halloran, Patrick Buchanan reste associé avec William John White, un autre avocat réputé de Montréal, et ils forment ensemble le cabinet d'avocat White & Buchanan, Advocates, chez qui il passe l'essentiel de sa carrière en droit,,,. Est également associé à ce cabinet l'avocat Warwick Fielding Chipman, et la société d'avocats travaille pour un temps au bureau 808 de l'Édifice New York Life, au 511 à la Place d'Armes avant de déménager ses effectifs dans un bureau du 145, rue Saint-Jacques, dans l'arrondissement Ville-Marie,,. 

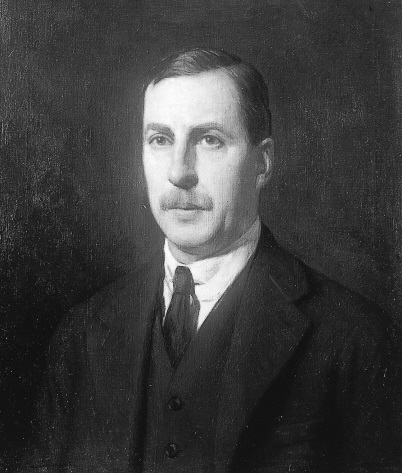
Portrait d'Arthur William Patrick Buchanan, vers 1900.

Le 10 septembre 1908, Arthur William Patrick Buchanan est créé conseiller du roi,,,,,. Éventuellement, il fait parvenir au bureau du Gouverneur général du Canada des lettres patentes afin d'enregistrer ses armoiries personnelles, qu'il transmettra d'ailleurs à son fils,,,.

Autour des années 1920, Patrick Buchanan entre en partenariat avec son fils, Erskine Brock Buchanan et un autre avocat du nom de Pierre Amable Badeau, et ils forment ensemble le cabinet d'avocat Buchanan, Badeau & Buchanan. Le trio d'avocats a notamment travaillé dans un bureau de la Dominion Express Building, dans le Vieux-Montréal. Buchanan a entre autres participé à l'incorporation de la compagnie The Montreal Bolt & Forging Co. avec Pierre Badeau. Après le départ de Badeau, Patrick Buchanan poursuit sa pratique du droit avec son fils et ils forment ensemble le cabinet d'avocat Buchanan & Buchanan,.

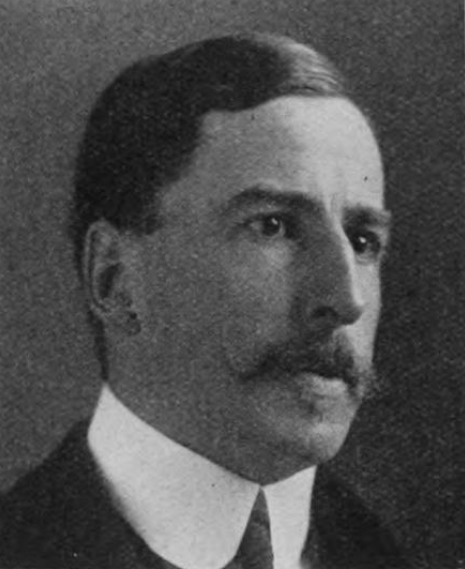
Arthur William Patrick Buchanan, vers 1914.

Du côté des affaires, Patrick Buchanan a été le directeur de nombreuses entreprises : la Canadian Bag Co., Ltd., la Consumer's Cordage Co., Ltd., la Kidd-Rutherford Co., Ltd., la National Breweries, Ltd., la Sherwin Williams Co. of Canada, Ltd., ainsi que la Drummond, McCall & Co., Ltd.,. Il a aussi été un des gouverneurs de l'Hôpital général de Montréal, aujourd'hui rattaché au Centre universitaire de santé McGill. Le 18 mai 1920, entre autres, Patrick Buchanan siège sur le conseil administratif de la Rimouski Lumber Co., Ltd., tandis que le 3 avril 1922, c'est sur le conseil administratif de la Kelvin, Bottomley & Baird Ltd. qu'il siège en sa qualité d'avocat, notamment en compagnie de Pierre Amable Badeau et de son fils, Erskine Brock Buchanan, dans les deux cas,.
Arthur William Patrick Buchanan a été un auteur important pour l'histoire du Barreau et du droit au Québec. Il publie en 1925 The Bench and Bar of Lower Canada down to 1850, un ouvrage relatant les moments qui ont mené à l'établissement du Barreau du Bas-Canada, l'ancien nom du Barreau du Québec, distribué et imprimé par l'Imprimerie Charles A. Marchand. Les deux autres principaux ouvrages de l'avocat historien sont davantage orientés autour de la généalogie. Membre en règle de la Buchanan Society of Glasgow depuis 1900, il publie en 1911 The Buchanan book - The life of Alexander Buchanan, Q.C., of Montreal, followed by an account of the family of Buchanan, un livre qui traite essentiellement des origines de la famille Buchanan, de leurs descendants et de leur arrivée sur le continent américain,,. L'ouvrage, imprimé à compte privé et tiré en 300 exemplaires, est dédié à B. L. Q. B., les initiales de son épouse, Berthe Louise Quirin Buchanan. Erskine Brock Buchanan, son fils, s'est quant à lui joint à la Buchanan Society en 1918. En 1929, il fait paraître la suite, intitulé Later leaves of the Buchanan book, où il se concentre davantage sur son ascendance directe, lui aussi imprimé à compte personnel.
En 1937, il est élu au poste de trésorier du Barreau de Montréal. La même année, le gouvernement du Québec le nomme membre de l'organisme chargé de réviser les statuts de la province,. Deux années plus tard, en mai 1939, les membres du Barreau de Montréal élisent Arthur William Patrick Buchanan à l'unanimité à titre de bâtonnier de Montréal,. Un mois plus tard, en juin, ce sont tous les membres du Barreau du Québec qui l'élisent au poste de bâtonnier du Québec, encore à l'unanimité, pour le bâtonnat de 1939-1940, succédant à Paul Lacoste,. Le bâtonnat de Buchanan est cependant de courte durée puisqu’il meurt subitement le 31 octobre 1939, devenant ainsi le second bâtonnier à mourir en fonction après Rodolphe Monty, dix ans plus tôt,. C'est Lawrence Macfarlane qui sera élevé au poste de bâtonnier de Montréal et du Québec pour le remplacer et compléter le bâtonnat écourté de 1939-1940,.

Capitaine des Forces armées canadiennes.

## Carrière militaire
En 1912, Arthur William Patrick Buchanan s'enrôle dans les Forces armées canadiennes et est attitré à la 21e brigade de Westmount, rattachée à la 6e brigade d'infanterie canadienne de la 2e Division canadienne,. D'abord lieutenant, puis officier commandant, il obtient le grade de capitaine et est subséquemment envoyé au front en 1916 lors de la Première Guerre mondiale pour combattre dans les armées de la Triple-Entente (France, Royaume-Uni, Empire russe) contre celles de la Triple-Alliance (Empire allemand, Autriche-Hongrie, Royaume d'Italie),,.
Son fils, Erskine Brock Quirin Buchanan, tout juste majeur, est lui aussi envoyé au front le 12 juin 1916 pendant la Grande guerre, d'abord en tant que lieutenant-colonel du 199th Battalion Duchess of Connaught's Own Irish Rangers (en) du Corps expéditionnaire canadien, puis en tant que capitaine du 13th Battalion (Royal Highlanders of Canada) (en),,. Ce dernier, après avoir combattu en France et en Angleterre, est blessé au combat le 15 août 1917, vraisemblablement pendant la bataille de Passchendaele, dans la province de Flandre-Occidentale, aux Pays-Bas,,.

## Vie privée et décès
Le 2 juin 1897, Arthur William Patrick Buchanan épouse Berthe Louise Quirin, originaire de Boston au Massachusetts, fille aînée de William Quirin et Isabella Mercer,,. Le mariage a été célébré à l'église paroissiale de Stoke Poges, dans le comté de Buckinghamshire, en Angleterre, par le révérend Vernon Blake, vicaire de Stoke Poges. Deux enfants sont connus du couple : Erskine Brock Quirin Buchanan, qui deviendra avocat comme son père, et Audrey Isabel Patricia Buchanan White,,.

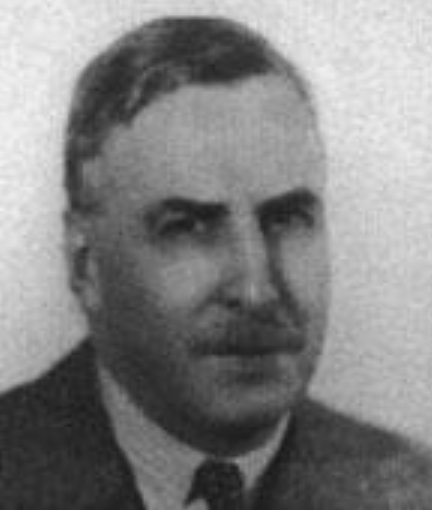
Arthur William Patrick Buchanan, vers 1939.

Au fil de sa vie, Patrick Buchanan a été membre de nombreux clubs et sociétés : club St. James, club Canada, club Royal Montreal Golf, la Champlain Society, la Buchanan Society, The Clan Buchanan Society International et la Canadian Historical Society,. Il a aussi été président du club Montreal Hunt et a fait de généreux dons à la bibliothèque du Barreau, dont l'un des cofondateurs et premier secrétaire a été son grand-père, Alexander Buchanan, en 1828,. En décembre 1928, lors des célébrations du centenaire de la fondation de la bibliothèque du Barreau, l’avocat Erskine Brock Buchanan, arrière-petit-fils d'Alexander Buchanan, a lu devant public le procès-verbal de la première séance des membres de la bibliothèque, rédigé et signé par son arrière-grand-père cent ans auparavant.
De foi chrétienne et membre de l'Église anglicane, il est partisan des idées conservatrices de son époque,,,.
Patrick Buchanan et sa famille étaient domiciliée au 731 (qui deviendra éventuellement le 1583), avenue des Pins, à Montréal,,,. La famille Buchanan avait également une résidence secondaire à Saint-Placide, dans les Laurentides, ainsi qu'à La Malbaie, plus précisément à Pointe-au-Pic, dans Charlevoix-Est, près de la Ville de Québec. Cette dernière résidence s'avère importante en ce qui concerne le patrimoine immobilier du Québec. La maison appartenant aux Buchanan n'est que l'une des nombreuses grandes résidences qui ont été construites dans ce coin de la province, puisque d'autres villégiateurs importants ont aussi massivement financé les richissimes demeures avoisinantes, dont : William Howard Taft, 27e président des États-Unis, l'historien George MacKinnon Wrong, Charles Fitzpatrick, juge en chef du Canada et Alfred Clark Chapin (en), maire de Brooklyn, entre autres,. Alexander Brock Buchanan, le père de Patrick Buchanan, fait partie de ces villégiateurs qui ont acheté ou fait bâtir une demeure dans cette région de Charlevoix,. Ce dernier s'approprie en 1886 une demeure du nom de New Bold Cottage, qui deviendra par la suite White Cottage. La famille s'élargissant, Alexander Brock Buchanan fait par la suite construire Blairvocky en 1893, Clareinch en 1894, ainsi que Cedar Cottage, Huirs Ten Busch, Boulevard Cottage et enfin Stoneycroft. La famille Buchanan continuera de se rencontrer annuellement pendant près d'un siècle à leur résidence de Pointe-au-Pic - leurs demeures sont d'ailleurs listé dans le Dau's society blue book for Montreal, Ottawa and Quebec, un almanach dont le but est d'établir une compilation des ménages les plus en vue du centre du Canada,,. Il est aussi relaté que « Buchanan, Écossais d'origine, faisait entendre chaque matin le son de sa cornemuse ». C'est dans le cimetière protestant de La Malbaie qu'est enterré Erskine Brock Buchanan et sa famille,,. Aujourd'hui, l'établissement porte le nom d'Auberge La Châtelaine, un hôtel privé,.

Le 3 septembre 1939, peu de temps avant sa mort, Patrick Buchanan est rongé par l'inquiétude lorsqu'il apprend que le navire sur lequel se trouve son épouse, le SS Athenia, en partance de Glasgow, a fait naufrage, résultant en la mort de 111 à 117 individus sur un total de près de 1400 personnes à bord du bateau britannique,,,,,. Le naufrage, un accident tragique, est causé par une torpille de type G7e tirée à partir du sous-marin allemand Unterseeboot 30 (U-30) de la Kriegsmarine, commandé par l'Oberleutnant zur See Fritz-Julius Lemp, deux jours après le début de la Seconde Guerre mondiale,,. Le SS Athenia s'avère être le premier navire coulé pendant la Seconde Guerre mondiale, et ce seulement dix heures après que le Royaume-Uni ait officiellement déclaré la guerre à l'Allemagne,,. Ce n'est que trois jours plus tard, par l'entremise du Commissariat du Canada à Londres, que Buchanan apprend que sa femme est bel et bien sauve et réfugiée en Irlande,,.

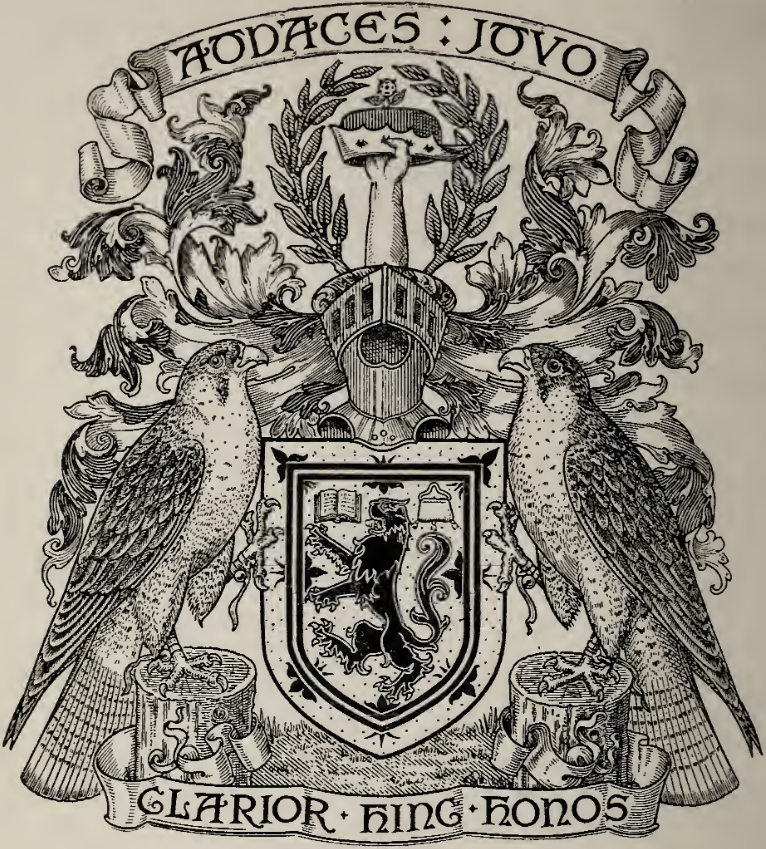
Armoiries du Clan Buchanan.

Au matin du 31 octobre 1939, à son domicile, Arthur William Patrick Buchanan décède subitement dans l'exercice de ses fonctions de bâtonnier de Montréal et de bâtonnier du Québec, victime d'une syncope,. Il est rapporté qu'il avait assisté la veille à une réunion du Conseil du Barreau de Montréal et avait paru en bonne santé. L'édition du 31 octobre 1939 du quotidien La Presse rapporte que « dès que la nouvelle de sa mort soudaine fut parvenue au palais de justice, les Cours s'ajournèrent en signe de deuil et juges et avocats firent de grands éloges de celui qu'on se plaisait à appeler "la tradition vivante du Barreau" ». Des hommages à sa mémoire ont été rendus autant par le côté anglophone que le côté francophone du Barreau. Charles Coderre, syndic du Barreau lors du décès de Patrick Buchanan, a déclaré à ce sujet : « J'ai bien connu Me Buchanan, à la Cour et dans l'intimité, et même hier soir, j'ai siégé à ses côtés, jusqu'à 8h30. Il paraissait alors en parfaite santé et des plus jovial. Rien ne laissait prévoir une fin si soudaine. Tous connaissent l'intérêt que notre bâtonnier a porté aux choses du Barreau depuis de nombreuses années. C'est une perte non seulement pour le Barreau, mais aussi pour tout l'élément anglais de notre province »,,.
Les obsèques d'Arthur William Patrick Buchanan ont été célébrées le jour suivant, 3 novembre 1939, à 11h du matin en la cathédrale Christ Church de Montréal, une église anglicane. Berthe Louise Buchanan, toujours prise en Irlande à la suite du drame du SS Athenia, n'a pas pu participer aux funérailles de son époux,. Le corps du défunt a par la suite été transporté et inhumé au cimetière St-Andrews de Saint-André-d'Argenteuil, dans les Laurentides, lieu de son dernier repos. Il est inscrit sur sa pierre tombale « of Blairvocky, St. Placide, & Montreal ». Son testament indique : « I wish to be buried with as little show and expense as possible, the inevitable funeral service to be held in our house and to be absolutely private. Should I die in Montreal, I would like to be buried among the pines in the Old Burying Ground of St. Andrews on the Road to Carillon. I dislike the profusion of flowers displayed at such ceremonies and do not wish to have any unless a few lilies of the valley, if in the season ».

## Ouvrages
- The Buchanan book - The life of Alexander Buchanan, Q.C., of Montreal, followed by an account of the family of Buchanan, à compte personnel, Montréal, 1911, 475 pages
- The Bench and bar of Lower Canada down to 1850, Charles A. Marchand Printer, Montréal, 1925, 219 pages
- Later leaves of the Buchanan book, à compte personnel, Montréal, 1929, 482 pages

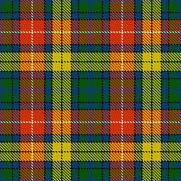
Tartan moderne du Clan Buchanan.

- Textes complets
- The Buchanan book - The life of Alexander Buchanan
- The Bench and bar of Lower Canada down to 1850
- Later leaves of the Buchanan book

## Hommages et distinctions

### Titre honorifique
- Esquire
- Conseiller du roi[1]

### Titre de civilité
- Monsieur le bâtonnier[34]

## Héraldique
| Audaces juvo, clarior hinc honos |
| -------------------------------- |

| L'écu d'Arthur William Patrick Buchanan se blasonne ainsi : Écartelé, aux 1 et 4 d’or au lion enclos dans un double trescheur floré-contre-floré, le tout de sable (Buchanan); au 2 de sable au chevron d’argent accompagné de trois têtes d’ours arrachées du même muselées de gueules (Lennie); au 3 d’or au lion de gueules à la fasce échiquetée d’azur et d’argent brochante (Stewart of Albany); à une tête d’ours arrachée au naturel, muselée de gueules, brochante sur le tout, à une bordure écartelée, aux 1 et 4 crénelée de gueules, aux 2 et 3 cannelée d’hermine; en cimier, une main dextre tenant un chapeau de duc, accostée de deux branches de laurier, le tout au naturel. |

#### Droit
- Avocat, Juriste
- Droit au Québec, Droit civil
- Histoire du droit au Québec, XIXe siècle en droit au Québec, XXe siècle en droit au Québec
- Système judiciaire du Québec, Loi du Québec
- Barreau du Québec, Bâtonnier du Québec
- Barreau de Montréal, Districts judiciaires du Québec
- Code civil du Bas-Canada, Code criminel du Canada